# 2008年夏季奥林匹克运动会加蓬代表团
2008年夏季奥林匹克运动会加蓬代表团会参加2008年8月8日至24日在中国北京主办的第29届夏季奥运。

## 田徑
- 男子：Wilfried Bingangoye
- 女子：拉迪·贊格·米拉馬

## 柔道
- Sandrine Ilendou

## 跆拳道
- Lionel Baguissi